# Heteronychus tristis
Heteronychus tristis är en skalbaggsart som beskrevs av Karl Henrik Boheman 1857. Heteronychus tristis ingår i släktet Heteronychus och familjen Dynastidae. Inga underarter finns listade i Catalogue of Life.